# Municipio de Atoyac de Álvarez
El municipio de Atoyac de Álvarez es un municipio del estado de Guerrero, México. Según el censo de 2020, tiene una población de 60 680 habitantes.
Se localiza muy cerca de la costa del océano Pacífico, en las estribaciones de la Sierra Madre del Sur. Forma parte de la región de Costa Grande de dicha entidad.

## Geografía
Atoyac se localiza en la Sierra de Guerrero del estado de Guerrero, a unos ochenta y cuatro kilómetros al poniente del puerto de Acapulco, que es la principal ciudad del estado. Posee una extensión de 1.638,4 kilómetros cuadrados. Limita al norte con San Miguel Totolapan, Ajuchitlán del Progreso y General Heliodoro Castillo; al oriente con Coyuca de Benítez; al poniente con Tecpan de Galeana y al sur con Benito Juárez. Las coordenadas extremas del municipio son 17°03' - 18°32’ de latitud norte, y 100°05' - 100°34' de longitud oeste.
El setenta por ciento del territorio atoyaquense está dominado por la presencia de la Sierra Madre del Sur, que corre paralela a la costa del Pacífico. Entre las principales elevaciones del municipio hay que citar al cerro de Teotepec, a 3.705 metros sobre el nivel del mar (m s. n. m.); el cerro Cabeza de Venado (2.160 m s. n. m.) y Pataguas (1.800 m s. n. m.). El resto del territorio está constituido por pequeños valles y zonas planas y semiplanas que adelantan la estrecha llanura costera del Pacífico.
Atoyac de Álvarez forma parte de la cuenca hidrológica del río Atoyac, del que toma su nombre. Esta cuenca abarca una superficie de 914 kilómetros cuadrados y desagua al océano Pacífico 835,6 millones de metros cúbicos al año. Numerosos afluentes del Atoyac riegan el municipio en su totalidad, como los ríos Chiquito y La Pintada. Además posee una represa que almacena las aguas provenientes del Atoyac y la laguna Mitla.
Predomina el clima cálido con diversas gradaciones de humedad. Las temperaturas llegan a los 30 °C en promedio durante los meses de estiaje. La temporada de lluvias comprende los meses de junio a septiembre, con un promedio anual de mil 236 milímetros. En algunas ocasiones, el municipio es afectado por los huracanes del Océano Pacífico. La vegetación predominante es la selva caducifolia, acompañada por las xerófitas que prosperan en la zona montañosa. En las partes más altas existen bosques de pino - encino. Algunos mamíferos de mediano tamaño habitan en esta región, como los jabalíes y los tejones. También hay una gran variedad de serpientes ponzoñosas, destacando la coralillo que es la más venenosa que habita en territorio mexicano.

## Historia

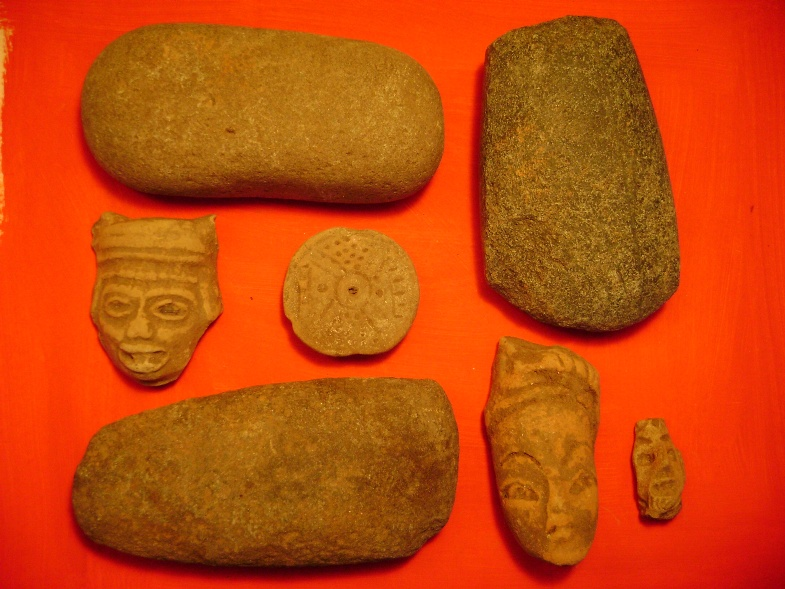
Piezas arqueológicas encontradas en la comunidad de Corral Falso.

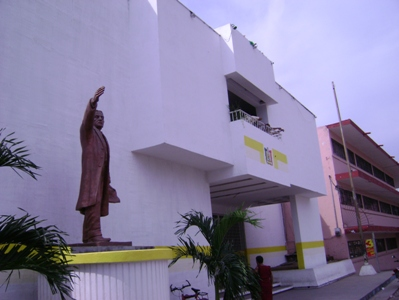
Monumento al General Juan Álvarez en la explanada principal.

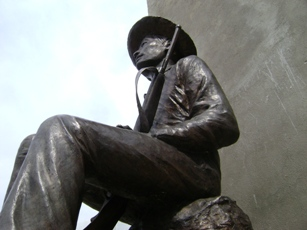
Monumento al Comandante Lucio Cabañas Barrientos en la explanada principal.

Los primeros pobladores del municipio fueron de origen cuitlateco, un grupo prehispánico que se asentó en el territorio que comprende lo que ahora es El Cayaco, municipio de Coyuca de Benítez a Juluchuca, comunidad de Petatlán y desde el Océano Pacífico hasta el río Balsas. Tenían su propio idioma el cuitlateco, lengua que, según el diario de Patricio Pino y Solís, se hablaba en Atoyac hasta 1911. Este pueblo tenía su centro político en Mexcaltepec.
La tradición oral dice que la fundación de Atoyac se llevó a cabo en 1498 y su población fue evangelizada en 1555 por el misionero español Fray Juan Bautista Moya de la orden de San Agustín. En 1614, los habitantes de Mexcaltepec fueron concentrados en Atoyac, que era conocida como Santa María de la Concepción Atoyac y en 1712 obtuvieron el título de propiedad común.
En tiempos de la guerra de independencia, Atoyac fue escenario de la integración del ejército insurgente y perteneció a la provincia de Técpan creada por Morelos en 1811. Luego formó parte de la capitanía general del sur, creada por Agustín de Iturbide en 1821. Al establecerse la República federal en 1824, Atoyac perteneció al partido de Técpan y al distrito de Acapulco del Estado de México.
Cuando en 1849 se erigió el estado de Guerrero, Atoyac formó parte del distrito de Galeana y en 1864 se constituyó como municipio. El 28 de junio de 1872 con la publicación del decreto n.º 60, Atoyac es elevado a la categoría de ciudad. Actualmente, pertenece al IV distrito electoral del Estado con cabecera en Tecpan y al III distrito electoral federal, con sede en Zihuatanejo.
En 1712, fue concedido el título de la comunidad a los habitantes de Santa María de la Concepción de Atoyac, poblado que fue refundado con habitantes nahuas de Mezcaltepec en 1514. Durante este tiempo, el territorio atoyaquense formaba parte de la Provincia de México. Al inicio de la independencia, varios atoyaquenses, encabezados por Juan Álvarez, se sumaron al Ejército Insurgente, con el que combatieron primero al lado de José María Morelos y Pavón y luego en compañía de Vicente Guerrero. El 1850 el distrito de Técpan, al que pertenecía Atoyac, fue escindido del Estado de México para pasar a formar parte del nuevo estado de Guerrero. Catorce años más tarde, fue creado el municipio de Atoyac de Álvarez.
En la década de 1960, Atoyac de Álvarez fue escenario del nacimiento del Partido de los Pobres, liderado por Lucio Cabañas Barrientos. El 18 de mayo de 1967, cuando se llevaba a cabo un mitin encabezado por el Profesor Lucio Cabañas en contra de los malos tratos y la discriminación que recibían los estudiantes de escasos recursos de la Escuela Real (hoy Escuela Juan Álvarez), fueron atacados por la Policía Motorizada, finalizando con el asesinato de muchas personas inocentes, a este hecho se le conoce como "La Matanza del 18 de mayo", este fue el suceso que marcó el inicio de la denominada "Guerra Sucia". Cabañas se refugió en la sierra de Atoyac, en donde comenzó a reclutar campesinos para su pequeño ejército. También fue una parte primordial de la llamada "Guerra Sucia" la desaparición forzosa de campesinos y familiares de los mismos, contabilizando hasta estos días aproximadamente 600 desapariciones forzosas. En 1995, un grupo de campesinos que se dirigían a un mitin en la cabecera municipal de Atoyac fue emboscado por la policía del estado de Guerrero, con saldo de 17 muertos. A este suceso se le conoce como la Masacre de Aguas Blancas, ocurrida en dicha población del municipio de Coyuca de Benítez.

## Demografía

### Población
De acuerdo a los resultados del Censo de Población y Vivienda de 2020 realizado por el Instituto Nacional de Estadística y Geografía, la población total del municipio es de 60 680 habitantes, lo que representa un decrecimiento promedio de -0.11% anual en el período 2010-2020 sobre la base de los 61 316 habitantes registrados en el censo anterior. Al año 2020 la densidad del municipio era de 41,87 hab/km².
| Gráfica de evolución demográfica de Municipio de Atoyac de Álvarez entre 2000 y 2020 |
|                                                                                      |
| Fuente: Instituto Nacional de Estadística Geografía e Informática                    |

El 48.6% de los habitantes eran hombres y el 51.4% eran mujeres. El 90.2% de los habitantes mayores de 15 años (39 704 personas) estaba alfabetizado. 

Un pequeño porcentaje de la población, (1882 personas), es indígena. Las lenguas indígenas con mayor número de hablantes son las amuzgo de Guerrero, mixtecas, zapotecas, mixe, náhuatl, purépecha y tlapaneco.
En el año 2010 estaba clasificado como un municipio de grado medio de vulnerabilidad social, con el 32.56% de su población en estado de pobreza extrema. Según los datos obtenidos en el censo de 2020, la situación de pobreza extrema afectaba al 15.2% de la población (8596 personas).

### Localidades
En el censo de 2020 el municipio de Atoyac de Álvarez contaba con 171 localidades.
| Código INEGI      | Localidad         | Población (2020) |
| ----------------- | ----------------- | ---------------- |
| 120110001         | Atoyac de Álvarez | 22 271           |
| 120110043         | El Paraíso        | 3 652            |
| 120110071         | El Ticuí          | 3 315            |
| 120110076         | Zacualpan         | 2 719            |
| 120110010         | Cacalutla         | 2 066            |
| 120110022         | Corral Falso      | 1 206            |
| 120110004         | Alcholoa          | 1 020            |
| Otras localidades | Otras localidades | 24 431           |
| Total municipal   | Total municipal   | 60 680           |

## Agricultura

### Principales cultivos
- Café

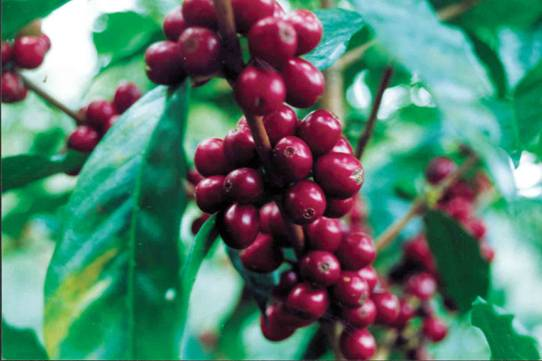
Fruto del cafeto.

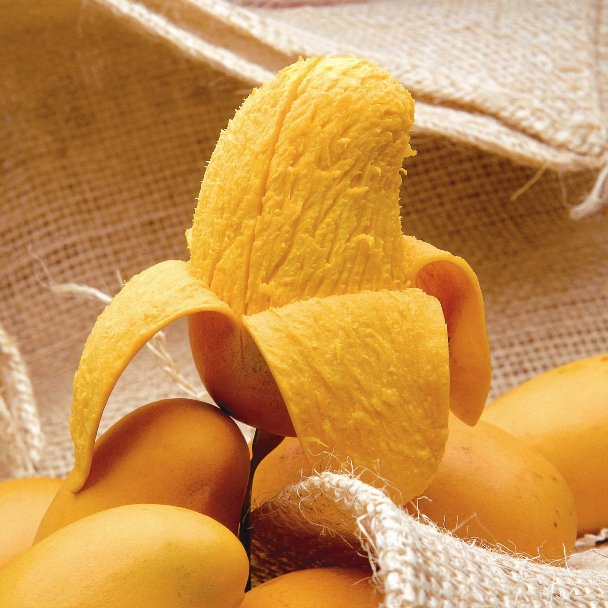
Mango atoyaquense.

Atoyac de Álvarez es primer productor a nivel estatal de este cultivo, es uno de los cultivos más sólidos y promisorios para el desarrollo del municipio, siendo un importante factor de ingreso de divisas, producto de exportaciones de este aromático además de la cantidad de empleos que genera durante sus diversas fases de producción, su siembra se realiza principalmente en la parte media y alta del municipio, es decir en la zona serrana del mismo. Este cultivo fue introducido a finales del siglo XIX por Gabino G. Pino. La superficie de café sembrada en el municipio de Atoyac de Álvarez es de 40,496.30 (ha) y la producción de café municipal alcanza las 39,913.55 ton.
- Mango

El mango es otro de los cultivos de gran arraigo y producción en el municipio de Atoyac de Álvarez, así mismo es el primer productor de este fruto a nivel estatal, este cultivo se lleva a cabo principalmente en la región denominada "el bajo" en las comunidades de "El Ticuí", "Corral Falso", "Boca de Arroyo" entre otras, la superficie estimada de siembra de este fruto es de aproximadamente 12,975.75 (ha) y la producción total del municipio alcanza las 215,074.43 ton. Tradicionalmente este cultivo se vende a empacadoras localizadas en estados vecinos, y la calidad del mango atoyaquense es de exportación, lo cual comienza a realizarse a mercados estadounidenses y latinoamericanos.

## Tradiciones y costumbres

### Expo Café Atoyac

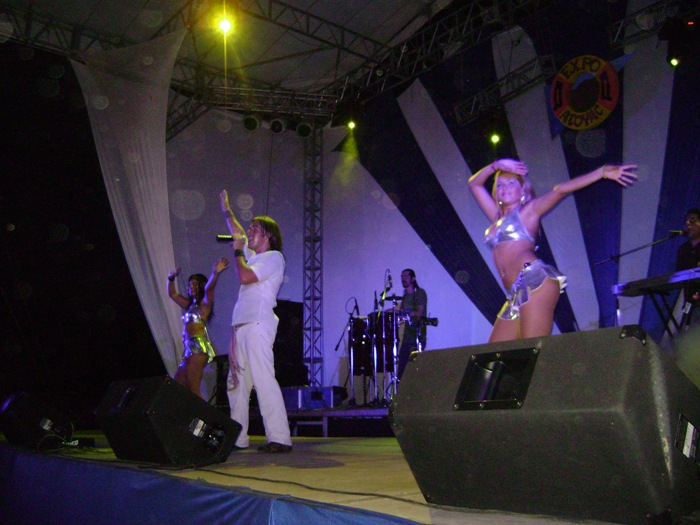
Teatro del pueblo Expo Atoyac 2008.

Esta es la celebración más importante para los atoyaquenses, se lleva a cabo durante la Semana Santa y tiene una duración de ocho días, iniciando con la inauguración oficial por parte de las autoridades municipales así como con la coronación de la señorita que resultó elegida como Srita. Expo Atoyac en un evento previo, esta celebración tiene su origen muchos años atrás, cuando los productores de café celebraban las cosechas de este aromático, posteriormente por razones desconocidas se dejó de festejar retomando nuevamente esta celebración en el año 1991 por iniciativa de la Cámara de Comercio de este lugar, presidida en esos años por el Dr. Miguel Ángel Ponce Jacinto. Actualmente en dicha celebración dentro de sus atractivos se puede mencionar el teatro del pueblo con artistas de talla internacional, el jaripeo con presentaciones de artistas de gran trayectoria, juegos mecánicos, pabellones de café, coco, mango, muestras gastronómicas, antojitos mexicanos, muestras ganaderas, etc.

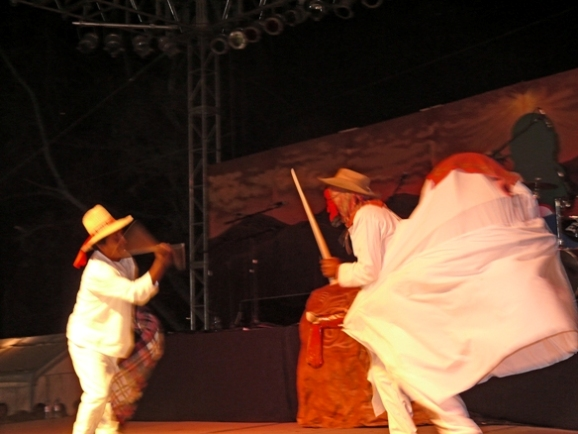
Danza de "El Cortés".

### Danza tradicional El Cortés
Esta danza se baila tradicionalmente a lo largo y ancho del municipio y es la más representativa del mismo, y aunque se baila en diversos lugares de la Costa Grande, tiene su origen en Atoyac de Álvarez. La danza de "El Cortés" tiene sus orígenes en los tiempos de la conquista, en los tiempos de la Nueva España, y representa una parodia de la lucha entre los indígenas atoyaquenses y los conquistadores españoles, así mismo representa el impacto psicológico de los nativos al enfrentarse con el hombre y la bestia, quien pensaban era una sola criatura. Por esta razón, en la danza se representa lo invencible que podía llegar a ser "El Cortés" contra lo vulnerable que podían ser las defensas indígenas. La danza se lleva a cabo por "El Cortés" que representa la superioridad física de los conquistadores españoles, los "toreadores" quienes representan a los indígenas y que solo pueden esquivar los golpes de "El Cortés" sin golpearlo, el "tamborilero", quien a través de su tambor hecho de materiales naturales de la región, marca los compases de la lucha y por lo tanto el ritmo y las fases de la misma. La vestimenta habitual es en manta blanca, sombrero de palma, machete de madera y gaván para los toreadores, así mismo se incluye "la yegua" que es un armazón de ramas forrado con manta blanca y en un extremo una cabeza de caballo que representa dicha bestia doméstica y por último la máscara de madera que debe ser lo más horripilante que se pueda para infundir miedo entre los adversarios.
Esta danza tradicionalmente se baila en la época del carnaval que precede a las festividades de la cuaresma, aunque no es exclusiva de estas épocas ya que se lleva a cabo en el transcurso del año en diversas festividades y eventos públicos.
Fiestas
Semana Santa, 12 de diciembre a la Virgen de Guadalupe.
Tradiciones
Una de las más importantes es la celebración de Carnaval.
Obras de Arte
Pinturas de gran valor histórico y pictórico son los cuadros de los héroes de la patria, don Miguel Hidalgo y Costilla, don José María Morelos y Pavón, pintura donde se plasma el escudo nacional, obra que ejecutó el pintor Pablo Joaquín Simón Moreno; precisó en el cuadro del general Juan N. Álvarez, en la batalla de Texca el 30 de septiembre de 1830, donada al H. Ayuntamiento por la escuela primaria federal José María Morelos y Pavón de Tixtla Guerrero, obra artística realizada por los pintores hermanos Damazo y Efrén Ubaldo Parra.

## Política y gobierno

### Cronología de Presidentes Municipales
| Presidentes Municipales de Atoyac |                             |
| Período                           | Presidente Municipal        |
| 1969-1971                         | Ladislao Sotelo Bello       |
| 1972-1974                         | Silvestre Hernández Fierro  |
| 1975-1977                         | Bertolido Cabañas Ocampo    |
| 1978-1980                         | Alfonso Vázquez Roja        |
| 1981-1983                         | Ladislao Sotelo Bello       |
| 1984-1986                         | José Luis Ríos Barrientos   |
| 1987-1989                         | Apolinar Castro Zamudio     |
| 1990-1992                         | Evodio Arguello De León     |
| 1993-1996                         | María de la Luz Nuñez Ramos |
| 1996-1999                         | Javier Galeana Cadena       |
| 1999-2002                         | Acacio Castro Serrano       |
| 2002-2005                         | Germán Adame Bautista       |
| 2005-2008                         | Pedro Brito García          |
| 2009-2012                         | Carlos Armando Bello Gómez  |
| 2012-2015                         | Ediberto Tabarez Cisneros   |
| 2015-2018                         | Dámaso Pérez Organes        |
| 2018-2021                         | Yanelly Hernández Martínez  |
| 2021-2024                         | Clara Elizabeth Bello Ríos  |

## Personas destacadas
- Juan Álvarez (1790-1867), militar, presidente de México en 1855 y líder de la Revolución de Ayutla. Fue también uno de los principales promotores de la creación del Estado de Guerrero.
- Eutimio Pinzón (1811-1867), militar, defensor de parte de la región guerrerense durante la segunda intervención francesa.
- Feliciano Radilla (1898-1940), senador de la república y líder del agrarismo en el estado de Guerrero.
- Lucio Cabañas (1936-1974), cabeza del grupo guerrillero conocido como Partido de los Pobres, supuestamente asesinado por militares en 1974.
- Gabino G. Pino (1856-1921), hombre visionario a quien se le atribuye la implantación del cultivo del cafeto en las tierras atoyaquenses.